# Lista episoadelor din Teoria Big Bang (sezonul 2)
Aceasta este o listă de episoade din Teoria Big Bang, sezonul 2:
| Nr.ep. total# | Nr.ep. sezon# | Titlu                               | Regia           | Scenariu                                                    | Premiera           | Cod produs | Audiție (mil.) |
| ------------- | ------------- | ----------------------------------- | --------------- | ----------------------------------------------------------- | ------------------ | ---------- | -------------- |
| 18            | 1             | The Bad Fish Paradigm               | Mark Cendrowski | Scenariu: Steven Molaro & David Goetsch Poveste: Bill Prady | 22 septembrie 2008 | 3T7351     | 9.36           |
| 19            | 2             | The Codpiece Topology               |                 |                                                             |                    |            |                |
| 20            | 3             | The Barbarian Sublimation           |                 |                                                             |                    |            |                |
| 21            | 4             | The Griffin Equivalency             |                 |                                                             |                    |            |                |
| 22            | 5             | The Euclid Alternative              |                 |                                                             |                    |            |                |
| 23            | 6             | The Cooper-Nowitzki Theorem         |                 |                                                             |                    |            |                |
| 24            | 7             | The Panty Piñata Polarization       |                 |                                                             |                    |            |                |
| 25            | 8             | The Lizard-Spock Expansion          |                 |                                                             |                    |            |                |
| 26            | 9             | The White Asparagus Triangulation   |                 |                                                             |                    |            |                |
| 27            | 10            | The Vartabedian Conundrum           |                 |                                                             |                    |            |                |
| 28            | 11            | The Bath Item Gift Hypothesis       |                 |                                                             |                    |            |                |
| 29            | 12            | The Killer Robot Instability        |                 |                                                             |                    |            |                |
| 30            | 13            | The Friendship Algorithm            |                 |                                                             |                    |            |                |
| 31            | 14            | The Financial Permeability          |                 |                                                             |                    |            |                |
| 32            | 15            | The Maternal Capacitance            |                 |                                                             |                    |            |                |
| 33            | 16            | The Cushion Saturation              |                 |                                                             |                    |            |                |
| 34            | 17            | The Terminator Decoupling           |                 |                                                             |                    |            |                |
| 35            | 18            | The Work Song Nanocluster           |                 |                                                             |                    |            |                |
| 36            | 19            | The Dead Hooker Juxtaposition       |                 |                                                             |                    |            |                |
| 37            | 20            | The Hofstadter Isotope              |                 |                                                             |                    |            |                |
| 38            | 21            | The Vegas Renormalization           |                 |                                                             |                    |            |                |
| 39            | 22            | The Classified Materials Turbulence |                 |                                                             |                    |            |                |
| 40            | 23            | The Monopolar Expedition            |                 |                                                             |                    |            |                |